# 迪维努-达斯拉兰热拉斯
迪维努-达斯拉兰热拉斯是巴西米纳斯吉拉斯州的一个市镇。总面积342.629平方公里，总人口4934人，人口密度14.4人/平方公里。